# Франсоа II
Франсоа II (на френски: François II; * 1544; † 1560) е крал на Франция от 10 юли 1559 г., крал-консорт на Шотландия от 24 април 1558 г. Произхожда от династията Валоа.

## Произход и брак
Роден е на 19 януари 1544 г. в кралския замък във Фонтенбло. Той е първороден син на Анри II и Катерина де Медичи. Кръстен е на дядо си Франсоа I.
През 1548 г. той се сгодява за две години по-голямата шотландска кралица Мария Стюарт, дъщеря е на Джеймс V и Мари дьо Гиз. Бракът между 14-годишният дофин и Мери е сключен на 24 април 1558 г., което означава бъдещо обединяване на френския и шотландски трон.

## Кралска власт
На 10 юли 1559 г., след нещастен случай по време на турнир, баща му умира и на 21 септември същата година той е коронован в Реймс. От негово име управлява като регент майка му Катерина де Медичи.
Франсоа умира от бърза и смъртоносна болест: в лявото ухо му се появява фистула, започва гангрена, и след като боледува по-малко от две седмици, той умира на 5 декември 1560 г. в Орлеан, малко преди да навърши 17-годишна възраст и без да остави преки наследници.
На трона се възкачва 10-годишният му брат Шарл IX (1560 – 1574), с което настъпва времето на Катерина де Медичи – фактическият господар на Франция до смъртта ѝ през 1589 г.